# Pleuronichthys verticalis
Pleuronichthys verticalis är en fiskart som beskrevs av Jordan och Gilbert, 1880. Pleuronichthys verticalis ingår i släktet Pleuronichthys och familjen flundrefiskar. IUCN kategoriserar arten globalt som livskraftig. Inga underarter finns listade i Catalogue of Life.